# Tordesillas

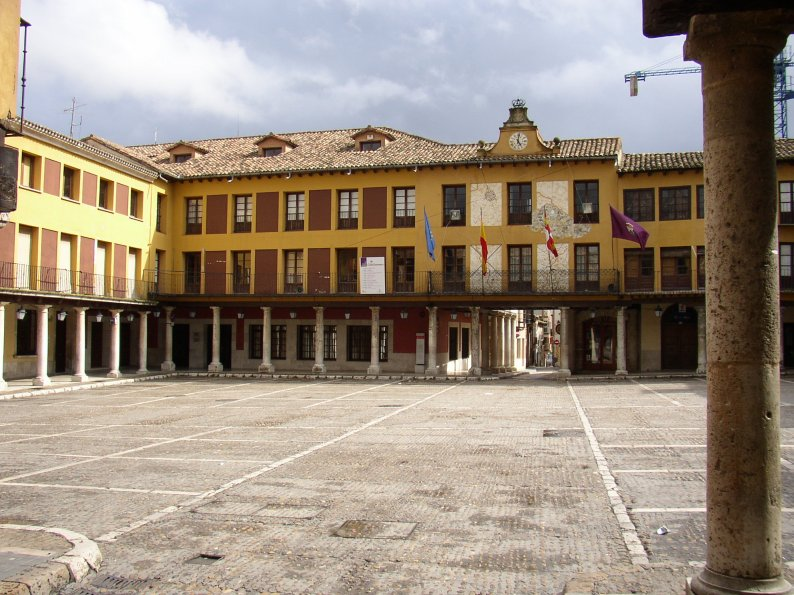
Plaza Mayor

Tordesillas is een gemeente in de Spaanse provincie Valladolid in de regio Castilië en León met een oppervlakte van 141,68 km². Tordesillas telt 8.905 inwoners (1 januari 2016).
De stad ontleent zijn bekendheid aan het Verdrag van Tordesillas van 7 juni 1494 dat de opdeling van toen bekende niet-Europese wereld tussen Castilië en Portugal, die de eerste ontdekkingsreizen organiseerden, regelde. Het gebouw waarin de onderhandelingen plaatsvonden is behouden, Casas del Tratado de Tordesillas, en er is nu een klein museum gevestigd over deze bijzondere gebeurtenis. 
Een omstreden festiviteit in de stad is de Toro de la vega, stierenvechten tijdens de stadsfeesten. Hierbij wordt een stier losgelaten in velden aan de oever van de rivier de Duero en proberen mannen te paard de stier onder bedwang te krijgen door er speren in te steken. De stier wordt in leven gelaten mocht hij erin slagen het niet aangegeven wedstrijdterrein te verlaten. Door het barbaarse karakter ervan is het evenement tijdens de dictatuur van Francisco Franco enige jaren verboden geweest omdat het schadelijk zou zijn voor het imago van Spanje. Het evenement ondervindt nationaal en internationaal weerstand en in mei 2016 heeft de regionale regering van Castilië en León een decreet uitgevaardigd dat het verbiedt de stier in het openbaar te doden.

## Demografische ontwikkeling
Bron: INE; 1857-2016: volkstellingen
Opm.: In 1857 werden de gemeenten Pedroso de la Abadesa en Villamarciel aangehecht; in 1930 werd Villavieja del Cerro aangehecht

## Geschiedenis
Het stadje heeft een traditie als woon- of ballingsoord van Spaanse koninginnen of maîtresses van Spaanse koningen. De geliefde van Alfons XI van Castilië, Leonor Núñez de Guzmán, had er een landgoed. De Spaanse koningin Johanna de Waanzinnige overleed er in 1555.

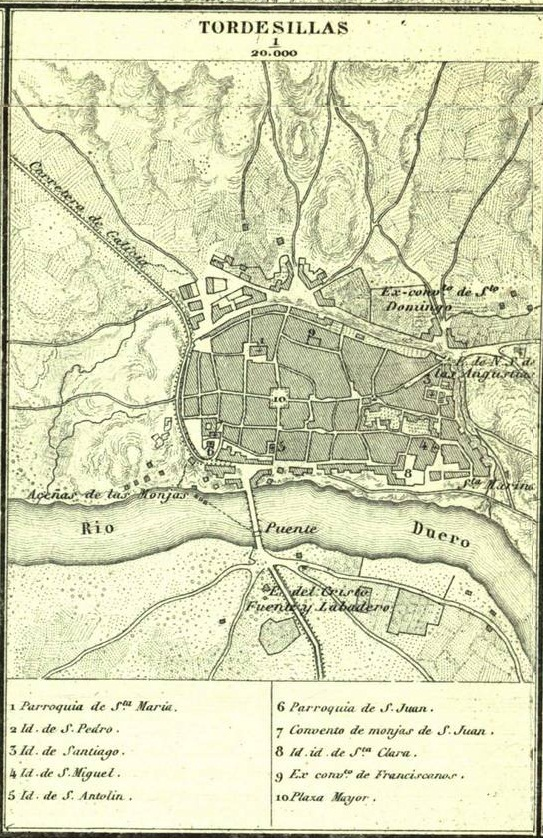
Francisco Coello: kaart van Tordesillas uit 1852
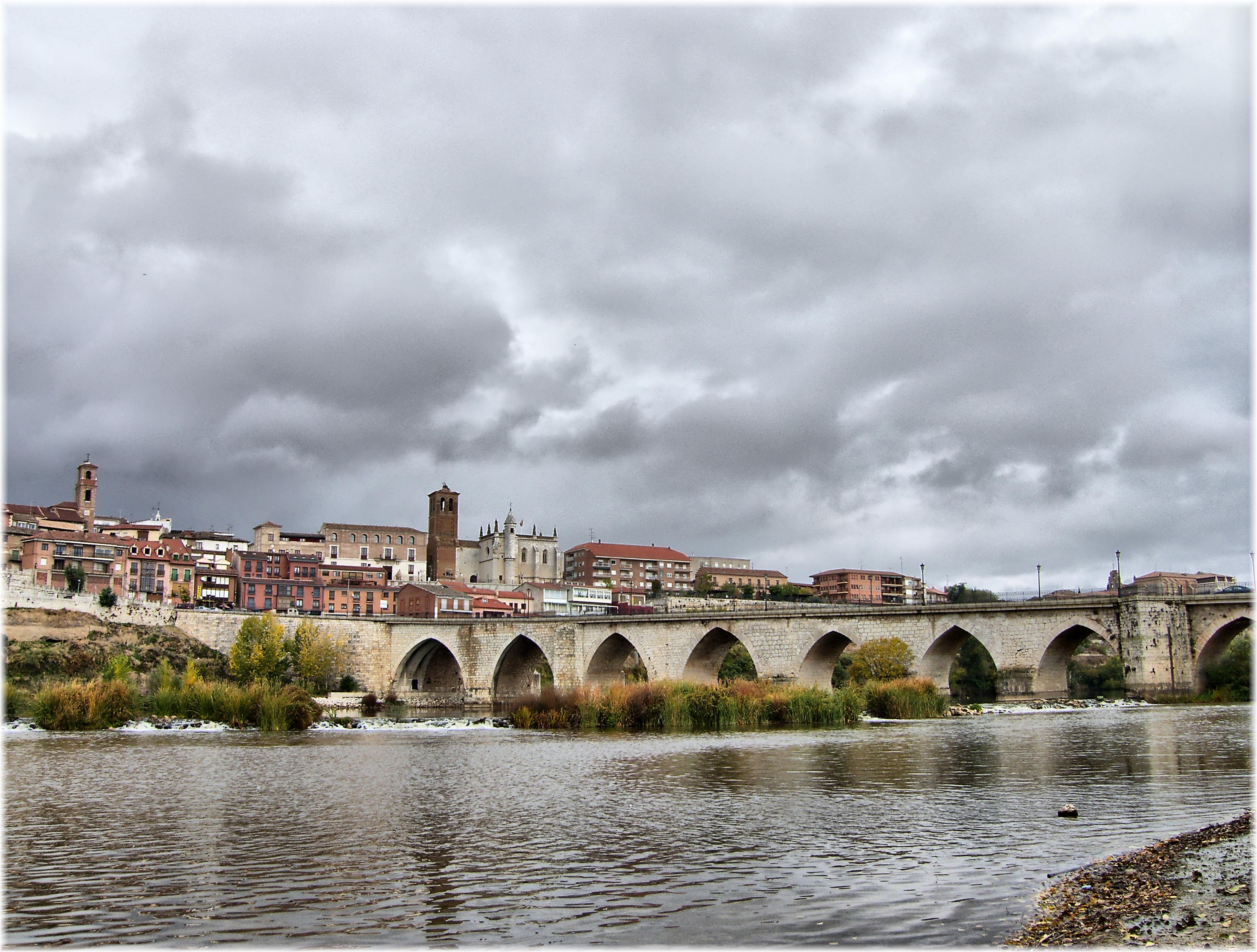
Zicht op Tordesillas en de brug over de Douro
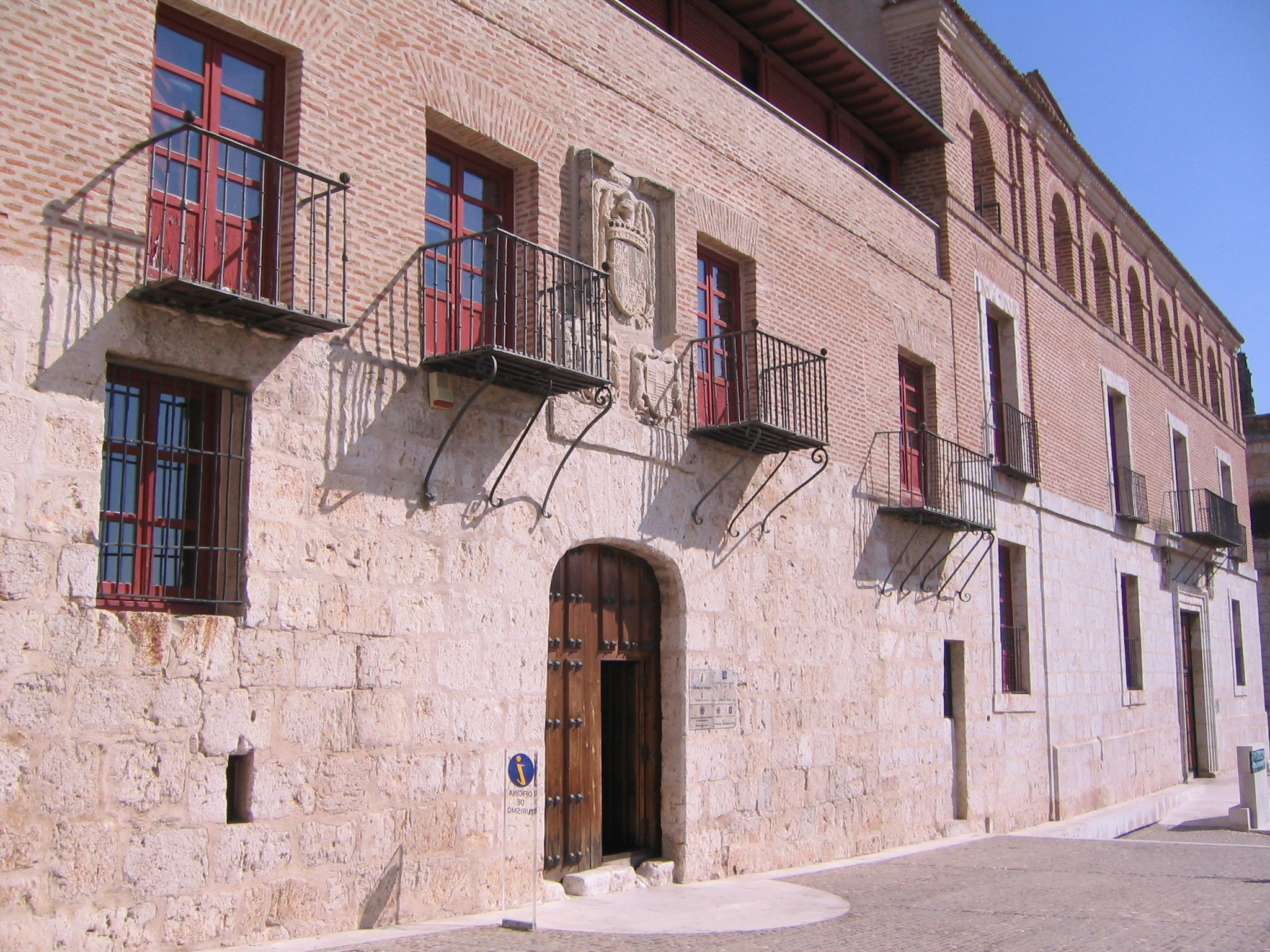
Huis waar onderhandeld is over het Verdrag van Tordesillas